# Edward de Bono
Pour les articles homonymes, voir Bono (homonymie).
 (janvier 2016).
Si vous disposez d'ouvrages ou d'articles de référence ou si vous connaissez des sites web de qualité traitant du thème abordé ici, merci de compléter l'article en donnant les références utiles à sa vérifiabilité et en les liant à la section « Notes et références ».
Edward de Bono, né le 19 mai 1933 à Malte, où il est mort le 9 juin 2021, est un psychologue, médecin et spécialiste en sciences cognitives maltais.
Connu principalement par son concept de pensée latérale, il est l'auteur de nombreux ouvrages et d'articles publiés dans The Lancet et Clinical Science.

## Biographie
Edward Charles Francis Publius de Bono est né à Malte le 19 mai 1933. Formé au St. Edward's College, à Malte, il a ensuite obtenu un diplôme en médecine de l'université de Malte. Par la suite, il est devenu boursier Rhodes à Christ Church à Oxford, où il a obtenu une maîtrise en psychologie et physiologie. Il a représenté Oxford en polo et a établi deux records de canoë. Il a également un doctorat en médecine du Trinity College de l'université de Cambridge.
De Bono a occupé des postes de professeurs dans les universités d'Oxford, de Cambridge (où il a aidé à établir la faculté de médecine de l'université), de Londres et de Harvard. Il est professeur à Malte, à Pretoria, au centre de l'Angleterre et à la Dublin City University. De Bono est titulaire de la chaire Da Vinci Professor of Thinking à l'université des technologies avancées de Tempe, Arizona aux États-Unis. Il était l'un des 27 ambassadeurs de l'Année européenne de la créativité et de l'innovation 2009.
À l'origine du terme «pensée latérale», de Bono a écrit 85 livres avec des traductions en 46 langues. Il a enseigné ses méthodes de réflexion aux agences gouvernementales, aux entreprises clientes, aux organisations et aux particuliers, en privé ou en public lors de séances de groupe. Il a promu le Centre mondial pour une nouvelle pensée (2004-2011), basé à Malte, qui a appliqué des outils de réflexion à la conception de solutions et de politiques au niveau géopolitique.
En 1976, de Bono a participé à un débat radiophonique pour la BBC avec le philosophe britannique A.J. Ayer, au sujet de la démocratie effective.
En mai 1994, il a donné une conférence sur Opinions d'une demi-heure télévisée sur Channel 4 et publiée par la suite dans The Independent sous le titre « Thinking Hats On ».
En 1995, il crée le film documentaire futuriste, 2040: Possibilités d'Edward de Bono, représentant une conférence devant un public de téléspectateurs libérés d'un gel cryogénique pour la société contemporaine en 2040.
En 2005, il a été nommé (et a atteint la liste restreinte) pour le prix Nobel d'économie.
Des écoles de plus de 20 pays ont inclus les outils de réflexion de Bono dans leur programme, et il a conseillé et donné des conférences au niveau du conseil d'administration dans de nombreuses grandes entreprises du monde.
Convaincu qu'une meilleure façon d'avancer pour l'humanité est un meilleur langage, il a publié The Edward de Bono Code Book en 2000. Dans ce livre, il a proposé une suite de nouveaux mots basés sur des nombres, où chaque combinaison de nombres représente une idée ou une situation utile qui n'a pas de représentation en un seul mot. Par exemple, le code de Bono 6/2 signifie "Donnez-moi mon point de vue et je vous donnerai votre point de vue." Un tel code pourrait être utilisé dans des situations où l'une ou les deux parties à un différend ne font pas assez d'efforts pour comprendre le point de vue de l'autre.

## Distinctions
- Docteur honoris causa en design de l'Institut royal de technologie de Melbourne
- LLD honoraire de l'université de Dundee

## Hommages
L'astéroïde 2541 Edebono découvert par Luboš Kohoutek porte son nom.

## Ouvrages
- The Use of Lateral Thinking (1967)  (ISBN 0-14-013788-2), introduction de l'expression lateral thinking
- New Think (1967, 1968)  (ISBN 0-380-01426-2)
- The Five-Day Course in Thinking (1968), apparition du L game
- The Mechanism of the Mind (1969), Intl Center for Creative Thinking 1992 reprint:  (ISBN 0-14-013787-4),
- Lateral Thinking: Creativity Step by Step, (1970), Harper & Row 1973 paperback:  (ISBN 0-06-090325-2),
- The Dog-Exercising Machine (1970)
- Technology Today (1971)
- Practical Thinking (1971)
- Lateral Thinking for Management (1971)
- Po: A Device for Successful Thinking (1972),  (ISBN 0-671-21338-5), création du terme Po
- Children Solving Problems (1972)
- Po: Beyond Yes and No (1973),  (ISBN 0-14-021715-0),
- Eureka!: An Illustrated History of Inventions from the Wheel to the Computer (1974)
- Teaching Thinking (1976)
- The Greatest Thinkers: The Thirty Minds That Shaped Our Civilization (1976),  (ISBN 0-399-11762-8),
- Wordpower (1977)
- The Happiness Purpose (1977)
- Opportunities: A handbook for business opportunity search (1978)
- Future Positive (1979)
- Atlas of Management Thinking (1981)
- De Bono's Course in Thinking (1982) traduit en français sous le titre Réfléchir mieux (1985) Éditions d'organisation, puis repris et corrigé sous le titre Réfléchir vite et bien (Éditions Eyrolles)
- Learn-To-Think: Coursebook and Instructors Manual (1982),  (ISBN 0-88496-199-0) co-authored with Michael Hewitt-Gleeson and co-founder of the School of Thinking
- Tactics: The Art and Science of Success (1985)
- Conflicts, A better way to Resolve them (1985) traduit en français sous le titre Conflits - vers la médiation constructive (1988) InterÉditions, puis repris sous le titre Conflits, comment les résoudre (Éditions Eyrolles)
- Masterthinker's Handbook (1985)
- Six Thinking Hats (1985)  (ISBN 0-316-17831-4) traduit en français sous le titre Six chapeaux pour penser (1987) InterÉditions, puis repris et corrigé sous le titre Les six chapeaux de la réflexion (Éditions Eyrolles)
- I Am Right, You Are Wrong: From This to the New Renaissance: From Rock Logic to Water Logic (1990)  (ISBN 0-14-012678-3)
- Six Action Shoes (1991)
- Handbook for the Positive Revolution (1991)  (ISBN 0-14-012679-1)
- Serious Creativity: Using the Power of Lateral Thinking to Create New Ideas (1992)  (ISBN 0-00-255143-8) – traduit en français sous le titre La boîte à outils de la créativité (Éditions d'Organisation)
- Sur/Petition (1992)  (ISBN 0-88730-543-1)
- Teach Yourself How to Think (1995)
- How to Be More Interesting (1998)
- Simplicity (1999)
- Thinking in the New Millennium (1999)
- Why I Want To Be King of Australia (1999)
- How to Have A Beautiful Mind (2004)
- Six Value Medals (2005)
- H+ (Plus): A New Religion (2006)
- Préface de L'Intelligence créative au-delà du brainstorming de Jean-Louis Swiners et  Jean-Michel Briet, Maxima (2004).